# Episodi di S.W.A.T. (serie televisiva 2017) (ottava stagione)
L'ottava e ultima stagione della serie televisiva S.W.A.T., composta da 22 episodi, è stata trasmessa in prima visione assoluta negli Stati Uniti d'America sul canale CBS dal 18 ottobre 2024 al 16 maggio 2025.
In Italia, la stagione è inedita.
| nº | Titolo originale       | Titolo italiano | Prima TV USA     | Prima TV Italia |
| -- | ---------------------- | --------------- | ---------------- | --------------- |
| 1  | Vanished               |                 | 18 ottobre 2024  |                 |
| 2  | Gang Unit              |                 | 25 ottobre 2024  |                 |
| 3  | Life                   |                 | 1º novembre 2024 |                 |
| 4  | The Sepulveda Protocol |                 | 8 novembre 2024  |                 |
| 5  | Human Interest         |                 | 15 novembre 2024 |                 |
| 6  | Hot Button             |                 | 22 novembre 2024 |                 |
| 7  | Home                   |                 | 6 dicembre 2024  |                 |
| 8  | Left of Boom           |                 | 13 dicembre 2024 |                 |
| 9  | Open Season            |                 | 31 gennaio 2025  |                 |
| 10 | The Heights            |                 | 7 febbraio 2025  |                 |
| 11 | AMBER                  |                 | 14 febbraio 2025 |                 |
| 12 | Deep Cover             |                 | 21 febbraio 2025 |                 |
| 13 | High Ground            |                 | 28 febbraio 2025 |                 |
| 14 | The Santa Clara        |                 | 7 marzo 2025     |                 |
| 15 | Hostages               |                 | 14 marzo 2025    |                 |
| 16 | Hail Mary              |                 | 4 aprile 2025    |                 |
| 17 | The Enemy Within       |                 | 11 aprile 2025   |                 |
| 18 | Exploited              |                 | 18 aprile 2025   |                 |
| 19 | Run to Ground          |                 | 2 maggio 2025    |                 |
| 20 | Devil Dog              |                 | 9 maggio 2025    |                 |
| 21 | Ride or Die            |                 | 16 maggio 2025   |                 |
| 22 | Return to Base         |                 | 16 maggio 2025   |                 |